# Hypentelium nigricans
Hypentelium nigricans és una espècie de peix de la família dels catostòmids i de l'ordre dels cipriniformes.

## Morfologia
- Els mascles poden assolir 61 cm de longitud total[3] i 480 g de pes.[4][5]

## Alimentació
Menja insectes bentònics i caragols.

## Hàbitat
És un peix d'aigua dolça i de clima temperat.

## Distribució geogràfica
Es troba a Nord-amèrica.